# Chauffailles
Chauffailles – miejscowość i gmina we Francji, w regionie Burgundia-Franche-Comté, w departamencie Saona i Loara.
Według danych na rok 1990 gminę zamieszkiwało 4485 osób, a gęstość zaludnienia wynosiła 198 osób/km² (wśród 2044 gmin Burgundii Chauffailles plasuje się na 51. miejscu pod względem liczby ludności, natomiast pod względem powierzchni na miejscu 354.).

## Współpraca
Miejscowość partnerska:
- Sanem, Luksemburg